# 艾蓮娜·格奧爾基
艾莲娜·格奥尔基（1985年7月30日—，羅馬尼亞語發音：[eˈle.na ˈɡe̯orɡe]），是一名阿罗蒙裔的罗马尼亚歌手。她出生于一个牧师家庭，出生地位于Clinceni地区靠近布加勒斯特的一个村落。她是以与Adela Popescu组成二人组合而开始自己的音乐生涯的。在21世纪初的头几年里，她加入了具有拉美音乐风格的组合曼丁嘎，并发售了几张（a couple of）专辑和少数几首热门歌曲。2006年她离开了组合，追求自己的单飞生涯。她随后发售了2张专辑，并以首张单曲《你的声音》（"Vocea ta"）打入了罗马尼亚百强榜的前10名。成功通过国内的歌手竞选后，她以一首由Laurentiu Duta创作的《巴尔干女孩》代表罗马尼亚参加了2009年欧洲歌唱大赛。在国内比赛的观众评分环节中，她位列投票结果的第二名，但是当评审团投过票后，她成功反超布莱克希女子组合并获得了国内比赛冠军。在于莫斯科举办的欧视大赛上，她成功晋级决赛，但在决赛中只得了40分（其中有12分来自摩尔多瓦），排在第19位。从欧视大赛归来后，她在欧洲的人气增加了不少，此后事业一直平稳发展。与其制作人结婚后产下一子。其最新单曲名为《安眠药》（"Hypnotic"）。

## 早年生活和事业起步
艾莲娜·乔治于1985年7月30日出生于Clinceni地区靠近首都布加勒斯特的一个村落。父亲是罗马尼亚正教会的牧师，而且她的祖辈有许多人都是罗马尼亚正教会的牧师。艾莲娜有个当记者的姐妹，还有个在Sportul Studenţesc踢足球的兄弟Costin Gheorghe。而她母亲Mărioara Gheorghe则是一位民间艺人。艾莲娜在3岁时就首次与母亲一起登台演唱民间歌曲"Sus în Deal în Poieniţă"。
11岁时，她进入青少年宫（Children's National Palace）学习歌唱课程。2000年，她在巴亚马雷地区凭借翻唱惠特妮·休斯顿的歌曲"One Moment In Time"赢得了金色奖品"小熊（Little Bear）"。2001年，她参加了Mamaia音乐节。
艾莲娜·乔治同时有罗马尼亚裔和马其顿共和国阿罗蒙裔的背景。

## 事业生涯

### 2002–05：以曼丁嘎乐队的一份子作为职业
艾莲娜从2003年初开始是与曼丁嘎乐队一起演出，这是一个成功的拉美风乐队。那年6月，曼丁嘎发售了他们的首张专辑"...De Corazón"。在2005年5月的罗马尼亚欧视大赛艺人选拔中，曼丁嘎以歌曲《我的太阳》（"My Sun"）排名国内第四，这首歌曲一年后也被授予了金唱片认证。
2006年1月，她开办了自己的舞蹈学校，取名为"Passitos"。一个月之后，她结束了与曼丁嘎的合作，并凭借音乐制作人Laurenţiu Duţă的协助，开始了自己的单飞生涯。

### 2006–08：单飞生涯开始
2006年，艾莲娜发售了她的首支单曲，名叫《你的声音》（"Your Voice"）。2007年3月，艾莲娜因2006年的出色表现获得了Radio România Actualitaţi大奖，并因歌曲《你的声音》获得了年度最佳歌曲的提名（Best Song of 2006）。在2007年8月的罗马尼亚热门音乐颁奖典礼（Romanian Top Hit Music Awards）上，艾莲娜凭借歌曲《你的棕色眼睛》（"Your Brown Eyes"）获得了2007年度最佳歌曲奖（Best Song of 2007）。她的部分歌曲是用罗马尼亚语演唱的，包括"Ma ţi s-adar", "Lilicea Vreariei"等。

### 2009：欧洲歌唱大赛

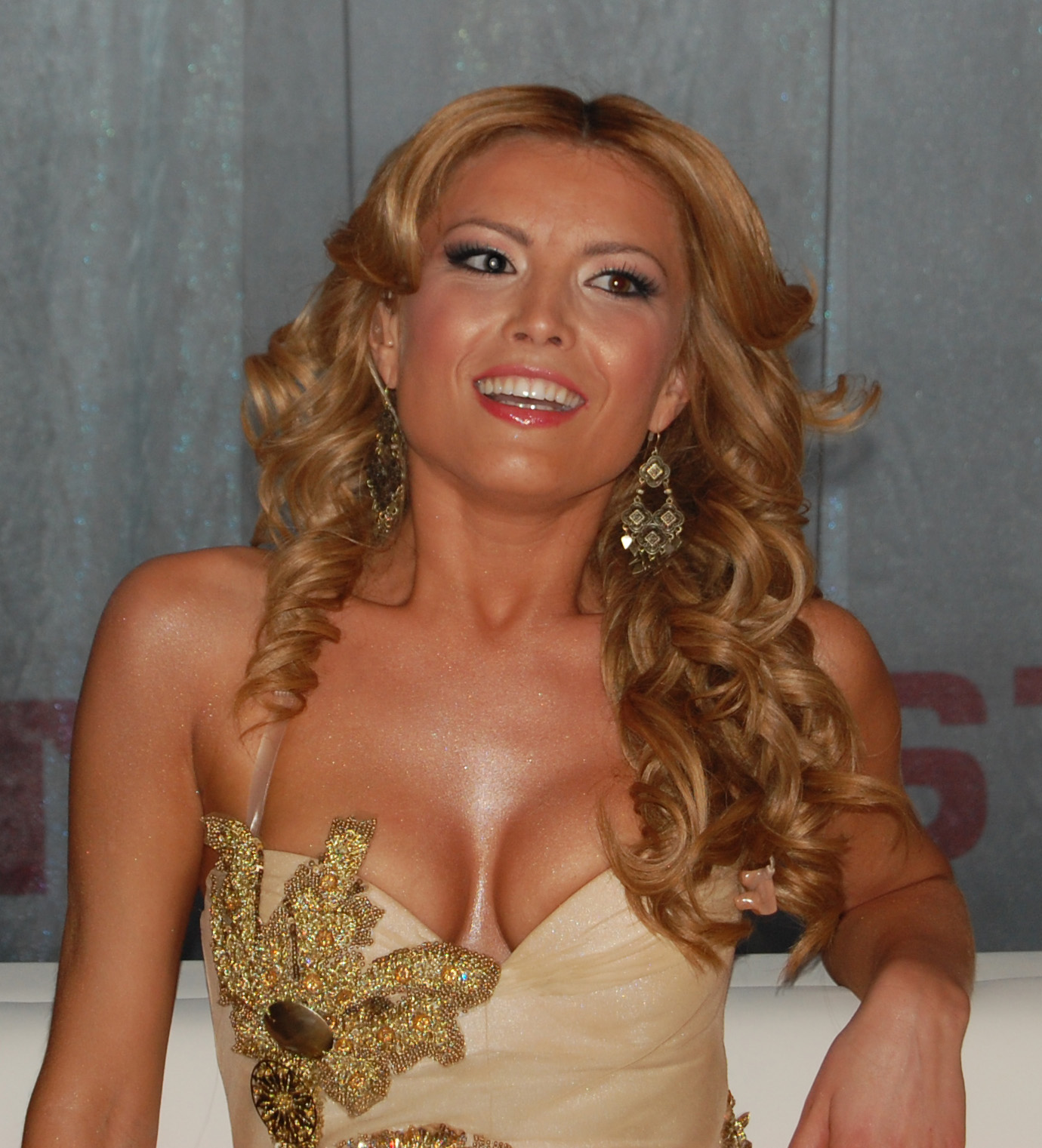
艾莲娜出席一个2009年欧洲歌唱大赛半决赛落幕之后在莫斯科举行的见面会。

2008年后期，歌曲作家Laurentiu Duta给了艾莲娜一首歌曲以参加欧洲歌唱大赛罗马尼亚地区的预选。就在2009年跨年夜后不久，艾莲娜已入围国内24强半决赛的消息就公布了。2009年1月31日，她在半决赛中参与角逐，并晋级决赛。她在电视投票环节中位列第二（当时电视得票数最多的是由布莱克希女子组合表演的《亲爱的妈妈》"Dear Mama"），但评委们的选票帮助她得到了冠军。她也由此得以凭借歌曲《巴尔干女孩》代表罗马尼亚冲击2009年欧洲歌唱大赛。从2月到5月，她在全欧洲进行了巡回宣传。与此同时，这首歌也创造了一个记录，因为这是首个名列罗马尼亚百强榜第一位的欧视参赛歌曲，同时也是艾莲娜的首个排行榜冠军歌曲。
歌曲于5月12日在于俄罗斯莫斯科举行的第一场半决赛的后半场中表演，且以67分排名第9位。5月16日，她出现在总决赛的舞台上。在决赛中，她第22个出场，以一种名叫"Iele"的罗马尼亚树精（wooden fairies）为主题，呈现了一场概念秀（concept show）。她当晚的成绩最终名列第19位，其中从摩尔多瓦得到12分，从西班牙得到7分，从土耳其和马其顿共和国分别得到5分，其它的得分就不在此提及了.

### 2010–现今：获得全欧洲的认可并成为一名母亲
参加过欧视大赛后，她在全欧洲的人气得到了提高，并发售了的签名单曲《迪斯科浪漫》（"Disco Romancing"）。这首歌曲在罗马尼亚国内造成了轰动，在匈牙利打入了前10，在捷克、荷兰、波兰、斯洛伐克等国也算小有成就（mild success）。之后发售的一首名为《午夜阳光》（"Midnight Sun"）的单曲也挤进了荷兰40强榜和罗马尼亚百强榜的前10名。2011年，她与Dony合作，并发行了一首叫做《辣妹》（"Hot Girls"）的单曲。这首歌曲也再次登上欧洲各大榜单。同年她开展了她的首次欧洲巡演，前往德国，西班牙或（or）希腊。她与自己的制作人在夏日订婚，且在圣诞节之前生下一名名叫尼古拉斯（"Nicolas"，这个名字衍生自胜利女神尼克）的男孩。
她的最新单曲是与说唱艺人Glance合作的"Ecou"。这首"Ecou"曾位列罗马尼亚音乐榜榜首。先前与艾莲娜合作过的曼丁嘎乐队后来加入了新演唱者Elena Ionescu，并也曾代表罗马尼亚参加了在阿塞拜疆巴库举行的2012年欧洲歌唱大赛。

## 音乐作品列表

### 录音棚专辑
- 2006 Vocea Ta（英语：Vocea Ta (Elena Gheorghe album)）
- 2008 Lilicea Vreariei
- 2008 Te Ador（英语：Te Ador (Elena Gheorghe album)）
- 2012  《迪斯科浪漫》（Disco Romancing）

### 单曲
| "Vocea ta"                                                | 2006 | —  | —  | —   | Vocea ta        |
| "Ochii tăi căprui"                                        | 2007 | —  | —  | —   | Vocea ta        |
| "Te ador"                                                 | 2008 | —  | —  | —   | Te ador         |
| "Până la stele"                                           | 2008 | —  | —  | —   | Te ador         |
| 《巴尔干女孩》                                            | 2009 | —  | —  | 172 | Te ador         |
| 《迪斯科浪漫》                                            | 2010 | 19 | 24 | 199 | Disco Romancing |
| 《午夜阳光》                                              | 2010 | 9  | 61 | —   | Disco Romancing |
| 《辣妹》（with Dony）                                     | 2011 | —  | 35 | —   | Disco Romancing |
| "Your Captain Tonight"                                    | 2011 | —  | 38 | —   | Disco Romancing |
| "Amar tu Vida"                                            | 2012 | —  | —  | —   | Disco Romancing |
| "Hypnotic"                                                | 2012 | —  | —  | —   | Disco Romancing |
| "Ecou" （with Glance）                                    | 2013 | —  | —  | —   | Disco Romancing |
| "—" denotes single that did not chart or was not released |      |    |    |     | Disco Romancing |